# Johann Gottlob Dedekind
Johann Gottlob Dedekind († nach 1765) war ein leitender kursächsischer Beamter. Er war Amtmann des kursächsischen Amtes Augustusburg.

## Leben und Wirken
Er stammte aus Oschatz. 1734 legte er an der Universität die juristische Disputation ab. Deren Thema lautete De antapocha, Von der Gegen-Quittung, ad leg. XIX. Cod. de fid. Instr. Editio III.
Im Jahre 1765 ist Dedekind als Amtmann in der Amtsstadt Augustusburg im Erzgebirge nachweisbar.